# Emacs
Az Emacs (ejtsd: imeksz) Richard Matthew Stallman által kifejlesztett szövegszerkesztő program. Szabad szoftver.
A GNU Emacs a GNU projekt része.